# San Pedro de Bolpebra

Ligging van Bolpebra

San Pedro de Bolpebra of kortweg Bolpebra is een dorp in de gemeente Bolpebra, in het uiterste noordwesten van Bolivia. De plaats ligt bij het drielandenpunt van Bolivia, Peru en Brazilië (de naam van het dorp is een lettergreepwoord, afgeleid van de namen van deze drie landen).
Het dorp ligt aan de zuidoever van de Acre; aan de overkant ligt het Braziliaanse Assis Brasil. Ten westen van Bolpebra mondt de Yaberija uit in de Acre; aan de overkant van de Yaberija ligt het Peruaanse Iñapari.
Bij de volkstelling van 2001 had het Bolpebra 111 inwoners.